# إسحاق كورير
إسحاق كورير (مواليد 26 أغسطس 1990) عداء مسافات طويلة بحريني الجنسية كيني المولد. تنافس في بطولات البطولة العربية لألعاب القوى ودورة الألعاب الآسيوية وبطولة العالم لنصف الماراثون وبطولة العالم للعدو الريفي.

## المسيرة الرياضية

### 2013
أول بطولة كبيرة شارك فيها كورير كانت البطولة العربية لألعاب القوى 2013. كان أداؤه رائعا حيث حل في المركز الثاني في سباق 10000 متر بزمن قدره 29:48.59 دقيقة خلف مواطنه أليمو بيكيلي الذي فاز بالسباق بزمن قدره 29:43.45 دقيقة.

### 2014
في عام 2014 تنافس كورير في بطولتين دوليتين وهما دورة الألعاب الآسيوية 2014 وبطولة العالم لنصف الماراثون 2014. في دورة الألعاب الآسيوية تنافس كورير في سباق 10000 متر حيث حل في المركز الثالث بزمن 28:45.65 دقيقة. في نصف الماراثون حقق كورير أفضل أداء لبحريني بحلوله في المركز الثالث والعشرين بزمن 01:01:40 ساعة. كان هذا الزمن أقل بستة عشر ثانية عن الرقم القياسي الوطني الذي تم تحقيقه في عام 2006 من قبل عبد الحق زكريا. عموما كان عام 2014 عاما ناجحا لكورير.

### 2015
في عام 2015 تنافس كورير في بطولة العالم للعدو الريفي 2015. ساعد المنتخب البحريني في الحلول في المركز الثالث في سباق الترتيب العام لفئة كبار الرجال بينما حل في المركز الرابع على مستوى البحرينيين وفي المركز الثامن عشر بزمن 36:27 دقيقة.

## الأرقام القياسية
كورير لا يحمل حاليا أي رقم قياسي بحريني في ألعاب القوى على الرغم من كونه قريب جدا من الأرقام القياسية الحالية.

### الهواء الطلق
| السباق      | الوقت    | التاريخ        | الموقع    |
| ----------- | -------- | -------------- | --------- |
| 10000 متر   | 28:05.46 | 26 يونيو 2010  | نيروبي    |
| 15 كم       | 43:23    | 29 مارس 2014   | كوبنهاغن  |
| 20 كم       | 58:29    | 29 مارس 2014   | كوبنهاغن  |
| نصف ماراثون | 1:01:40  | 29 مارس 2014   | كوبنهاغن  |
| الماراثون   | 2:14:50  | 30 أكتوبر 2011 | فرانكفورت |

### داخل الصالات
| السباق   | الوقت   | التاريخ      | الموقع |
| -------- | ------- | ------------ | ------ |
| 1500 متر | 3:45.88 | 7 يناير 2014 | الدوحة |

## روابط خارجية
- إسحاق كورير على موقع الاتحاد الدولي لألعاب القوى (الإنجليزية)
- إسحاق كورير على موقع أوليمبيديا (الإنجليزية)